# Євтухов Василь Іванович
Василь Іванович Євтухов (нар. 16 жовтня 1948, Новолозуватка) — український політичний діяч, народний депутат України 1-го, 2-го, 5-го та 6-го скликань. Кандидат технічних наук (1983), доктор філософії (1994). Заслужений працівник промисловості України (1997). Почесний президент Української спілки промисловців і підприємців.

## Життєпис
Народився 16 жовтня 1948 у селі Новолозуватка на Дніпропетровщині.
Батько Іван Андрійович (1923—1995) — юрист; мати Ганна Максимівна (1921—2000) — учителька укр. мови й літератури; дружина Валентина Василівна (1948) — інженер-хімік; син Андрій (1973) — військовослужбовець.
Освіта: Криворізький гірничорудний інститут, механіко-технологічний факультет (1966–1971), інж.-механік, «Технологія машинобудування, металоріз. верстати й інструменти»; кандидатська дисертація «Дослідження процесу дифузійного хромування з використанням окису хрому для підвищення надійності і довговічності гірничих машин» (Московський завод ВТНЗ при ЗіЛі, 1983).
Володіє англійською мовою.

## Політична діяльність
Член КПРС до 24 серпня 1991 року.
Народний депутат України 12 (1) скликання з березня 1990 року (2-й тур) до квітня 1994 року, Центр.-міськ. виборчий округ № 94, Дніпропетровська обл; 1-й тур: з'яв. 82.0 %, за 44.1 %. 2 тур: з'яв. 76.2 %, за 66.8 %. 4 суперники.
Червень 1990 року — лютий 1993 року — голова Комісії з питань розвитку базових галузей народного господарства, ВР України.
27 жовтня 1992 року — липень 1994 року — віце-прем'єр-міністр України з питань промисловості та будівництва.
Березень 1994 року — кандидат в народні депутати України, Центр.-міськ. виборчий округ № 92, Дніпроп. обл., 1-й тур — 12.21 %, 1 місце з 24 претендентів; 2-й тур — 39.52 %, 2 місце з 2 претендентів.
Народний депутат України 2-го скликання з 7 грудня 1994 року до квітня 1998 року, Новгород-Сіверський виборчий округ № 448, Чернігівської обл., висун. виборцями. Член Комітету з питань економічної політики та управління народним господарством. Член групи МДҐ (до цього — групи «Конституційний центр»). На час виборів: президент Українського союзу промисловців і підприємців. 1-й тур: з'яв. 82.04 %, за 63.11 %. 6 суперників.
26 липня 1995 року — 8 липня 1996 року — віце-прем'єр-міністр України з питань паливно-енергетичного комплексу.
Березень 1998 року — кандидат в народні депутати України, виборчий округ № 199, Черкас. обл. З'яв. 78.0 %, за 3.8 %, 9 місце з 17 претендентів. На час виборів: народний депутат України, член НДП.
Народний депутат України 5-го скликання 04.2006-11.2007 від Партії регіонів, № 141 в списку. На час виборів: тимчасово не працював, б/п. Член фракції Партії регіонів (з 05.2006). Голова підкомітету з питань антимонопольної політики, економічної конкуренції та підприємництва Комітету з питань економічної політики (з 07.2006).
Народний депутат України 6-го скликання 02.2011-12.2012 від Партії регіонів, № 222 в списку. На час виборів: народний депутат України, член ПР. Член фракції Партії регіонів (з 02.2011). Член Комітету з питань бюджету (з 02.2011).
Був членом Політради НДП.
Після 2012 року завершив політичну кар'єру.

## Трудова діяльність
1971–1990 — інженер-технолог, старший інженер-технолог, начальник технологічного бюро, заступник головного технолога, заступник головного інженера, секретар парткому, головний інженер, директор Криворізького заводу гірничого устаткування «Комуніст».
Член-кореспондент Академії гірничих наук України (1992).
Липень 1994 року — листопад 1994 року — президент УСПП (з лютого 1992 року — засновник і перший президент).
Голова Ради промисловців і підприємців при Президентові України (1992–1993), голова Комісії при Президентові України у питаннях помилування (до травня 2005 року).
Очолював консультативну раду «Української правничої колегії».

## Нагороди
Заслужений працівник промисловості України (серпень 1997 року).
Орден «За заслуги» III ст. (жовтень 2003 року).